# ذهن اسیر
ذهن اسیر (لهستانی: Zniewolony umysł)نام کتابی غیر داستانی نوشته نویسنده، شاعر و برنده جایزه نوبل ادبیات چسواو میوُش است.